# Farida Aït Ferroukh
Farida Aït Ferroukh native d’Alger, est autrice et poètesse algérienne. Elle est anthropologue et enseignante, l’une des spécialistes des cultures et littératures d'Afrique du Nord.

## Biographie et parcours
Native d’Alger, voit le jour à l’hôpital de Hussein Dey, sa famille est originaire  d’Ighil Boughni en Kabylie . C'est sa maîtrise de la langue kabyle  qui l’a menée vers l’anthropologie.
Farida Aït Ferroukh est anthropologue, elle a enseigné l’ethnologie à l’université d’Aix-Marseille et a donné des cours à Université Paris-Diderot (Paris-VII). 
Farida Aït Ferroukh est une des spécialistes des cultures et littératures d'Afrique du Nord. 

## Livres
- Farida Ait Ferroukh et Nabile Farès, Effraction:Poésie du tiroir, Le Dé bleu, 1993, 157 p. (ISBN 978-2-840-31016-7)[2].
- Farida Aït Ferroukh, Yazid Amrouche et Ṭāhir al- Bakrī, L'Algérie au coeur Bacchanales, l'Arme de l'écriture, Maison de la Poésie Rhône-Alpes, 1994.
- Cheikh Mohand saint kabyle, Méditerranee, 1999 (ISBN 978-2-842-72067-4).
- Éthnopoétique berbère le cas de la poésie orale kabyle, 1995, 944 p..
- Ali Marok, Tahar Djaout et Farida Aït Ferroukh, La kabylie, Paris-Méditerranée, 1997, 150 p..
- Farida Ait Ferroukh et Samia Messaoudi, Cuisine kabyle, Edisud, 2004, 159 p. (ISBN 978-2-744-90392-2)[3].
- Kateb Yacine et Debza au cœur du printemps berbère, Koukou editions, 2022, 327 p. (ISBN 978-9-931-31561-2 et 9-931-31561-X)[1],[4].
- Cheikh Mohand : le souffle fécond, Volubilis, 2001, 181 p. (ISBN 978-2-960-03041-9)[2].